# Atlantic Avenue–Barclays Center

Dreidimensionales Schichtenmodell des Komplexes, erstellt aus Lidar-Vermessung, zeigt Tiefenverhältnisse, Bahnsteige und Zugänge

Atlantic Avenue–Barclays Center, bis 2012 Atlantic Avenue–Pacific Street, ist der bedeutendste Knotenpunkt der U-Bahn im Stadtbezirk Brooklyn in New York City, Vereinigte Staaten. Er verbindet drei benachbarte, zwischen 1908 und 1920 eröffnete U-Bahn-Stationen der Strecken IRT Eastern Parkway Line, BMT Fourth Avenue Line und BMT Brighton Line der New York City Subway und ist direkt mit dem Bahnhof Atlantic Terminal der Long Island Rail Road (LIRR) verbunden. Der Stationskomplex wird von den Linien  bedient.

## Lage
Der U-Bahn-Knoten liegt im Westen von Brooklyn an der Kreuzung Atlantic Avenue, Fourth Avenue und Flatbush Avenue am Schnittpunkt der Stadtteile Fort Greene, Boerum Hill, Park Slope und Prospect Heights südöstlich von Downtown Brooklyn. Er ist nach der Atlantic Avenue und der am Ort gelegenen Multifunktionsarena Barclays Center benannt. Eingänge zur U-Bahn befinden sich im Bahnhof Atlantic Terminal, am Barclays Center, an der Kreuzung 4th Avenue und Pacific Street sowie im Sockel des Williamsburgh Savings Bank Tower in der Hanson Place.

## Beschreibung
Der U-Bahn-Stationskomplex Atlantic Avenue–Barclays Center entstand in zwei Etappen, indem bereits bestehende, aber getrennt gebaute Stationen unterirdisch miteinander verbunden wurden. Am 27. November 1967 wurde die Verbindung zwischen den beiden Stationen Atlantic Avenue der IRT Eastern Parkway Line und der BMT Brighton Line eröffnet. Am 16. Januar 1978 folgte der Anschluss der Station Pacific Street der BMT Fourth Avenue Line an den Komplex. Von 2000 bis 2010 fand eine umfangreiche Sanierung und Modernisierung aller Bahnhöfe statt. Das Finanzunternehmen Barclays erwarb 2009 von der Metropolitan Transportation Authority (MTA) die Namensrechte für den Komplex und benannte ihn im Mai 2012 im Zuge der Eröffnung des Barclays Centers in Atlantic Avenue–Barclays Center um. Der Bahnhof Atlantic Terminal (bis 2010 Flatbush Avenue) und die drei Stationen sind mit Verteilerebenen (Zwischengeschosse) und mehreren Gängen miteinander verbunden. Im Jahr 2023 zählte das Atlantic Avenue–Barclays Center 9.583.506 Fahrgäste und ist damit die meist frequentierte U-Bahn-Station in Brooklyn, in New York City insgesamt belegte sie den 20. Rang. Die höchste Fahrgastzahl wurde 2019 mit 13.939.794 erreicht und sank 2020 infolge der COVID-19-Pandemie auf 5.474.265 ab. Seit 2021 sind die Fahrgastzahlen wieder im Steigen begriffen.
Das auf einer Verkehrsinsel gelegene, von Heins & LaFarge entworfene und 1908 erbaute ehemalige Eingangsgebäude Control House der IRT Eastern Parkway Line ist seit dem 6. Mai 1980 im National Register of Historic Places (NRHP), der Kulturdenkmalliste der Vereinigten Staaten, aufgeführt. Am 17. September 2004 erfolgte der Eintrag der Stationen der IRT Eastern Parkway Line und BMT Brighton Line in das National Register of Historic Places.

## Die Stationen
IRT Eastern Parkway Line
Die IRT Eastern Parkway Line (IRT: Interborough Rapid Transit) führt von der Brooklyn Borough Hall in Downtown Brooklyn kommend unter der Fulton Street und Flatbush Avenue zum Eastern Parkway nach Crown Heights. Die Station „Atlantic Avenue“ der IRT wurde am 1. Mai 1908 eröffnet. und befindet sich 6,1 Meter unter dem Straßenniveau in der Ebene -1 direkt neben dem Bahnhof Atlantic Terminal. Sie besitzt einen Mittelbahnsteig (Inselbahnsteig) und zwei Seitenbahnsteige mit insgesamt vier Gleisen. Der nordwärtige Seitenbahnsteig grenzt unmittelbar an das Gleisfeld und den Querbahnsteig des LIRR-Bahnhofs. Bedient werden der Mittelbahnsteig von den Linien  und die Seitenbahnsteige von den Linien . Direkte Zugänge von der Straße befinden sich am Atlantic Terminal und am Barclays Center.
BMT Fourth Avenue Line
Die BMT Fourth Avenue Line (BMT: Brooklyn-Manhattan Transit, bis 1923 BRT: Brooklyn Rapid Transit) verläuft von der Manhattan Bridge kommend unterhalb der Straßen Flatbush Avenue Extension, Fulton Street, Ashland Place und 4th Avenue Richtung Sunset Park. Die Station „Pacific Street“ wurde am 22. Juni 1915 eröffnet und befindet sich 12,2 m unter dem Straßenniveau in der Ebene -3 des Komplexes. Sie ist über ein Zwischengeschoss erreichbar. Die Station besitzt zwei Mittelbahnsteige (Inselbahnsteig) mit insgesamt vier Gleisen, die von den Linien  bedient werden. Die Straßenzugänge liegen an der Kreuzung 4th Avenue und Pacific Street.
BMT Brighton Line
Die Station „Atlantic Avenue“ der BMT Brighton Line wurde am 1. August 1920 eröffnet. Sie befindet sich rund 18 m unter dem Straßenniveau in der Ebene -4 unter dem Bahnhof Atlantic Terminal, hat einen Inselbahnsteig mit zwei Gleisen und ist über zwei Verteilerebenen erreichbar. Hier verkehren die Züge der Linien . Die Bahnstrecke verläuft wie bei der BMT Fourth Avenue Line von der Manhattan Bridge kommend unter der Fulton Street, St. Felix Street und Flatbush Avenue bis Prospect Lefferts Gardens, von dort als Hochbahn bis Brighton Beach. Direkte Zugänge zur Station befinden sich in der Hanson Place im Sockel des Williamsburgh Savings Bank Tower und im Atlantic Terminal.

## Galerie

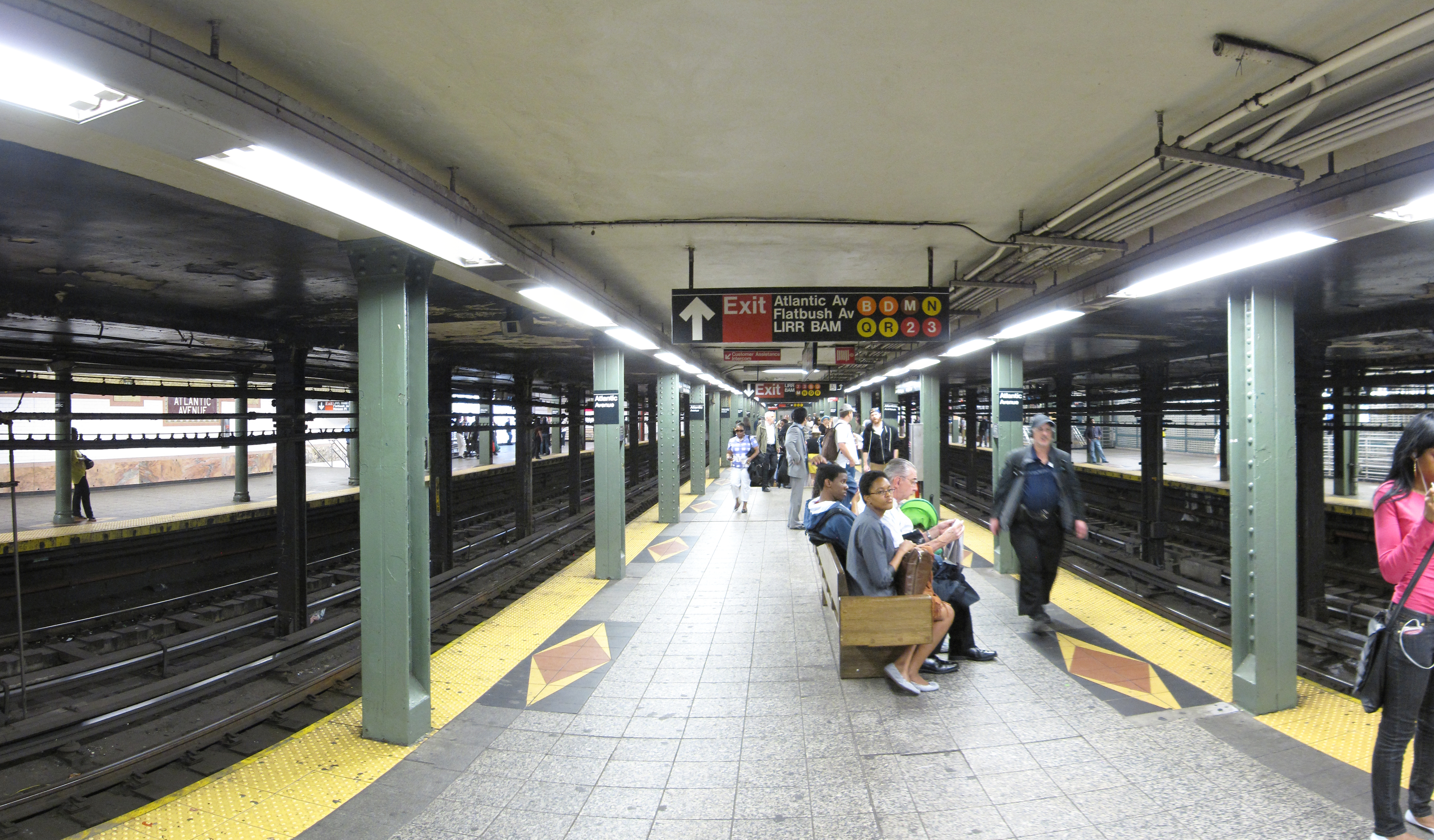
Bahnsteige der Station „Atlantic Avenue“ der IRT Eastern Parkway Line (Linien 2, 3, 4, 5)
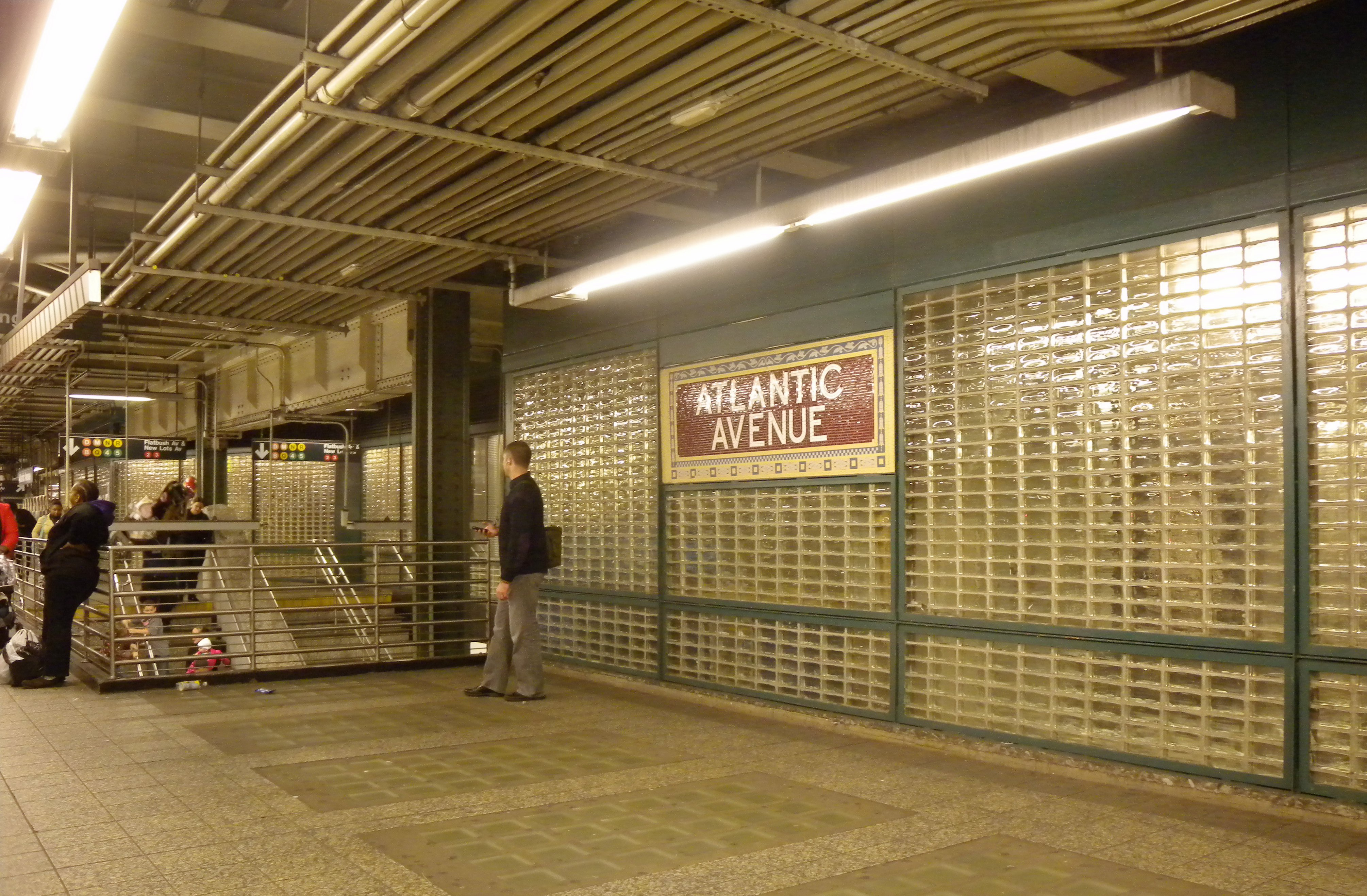
Wand aus Glasbausteinen zwischen Seitenbahnsteig der IRT Eastern Parkway Line und Bahnhof der Long Island Rail Road
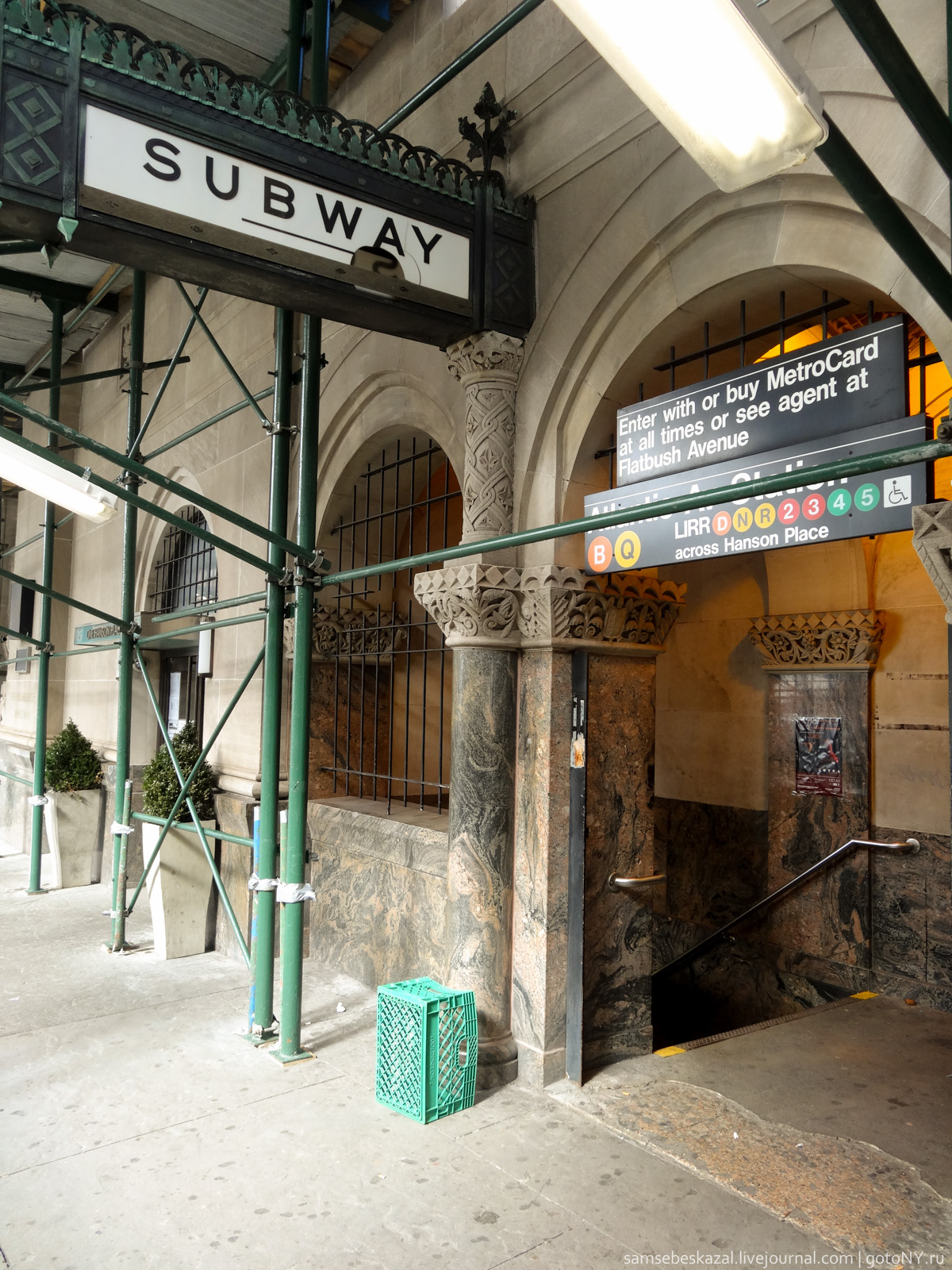
Historisierend gestalteter Eingang in der Hanson Place zur Station „Atlantic Avenue“ der BMT Brighton Line (Linien B, Q)
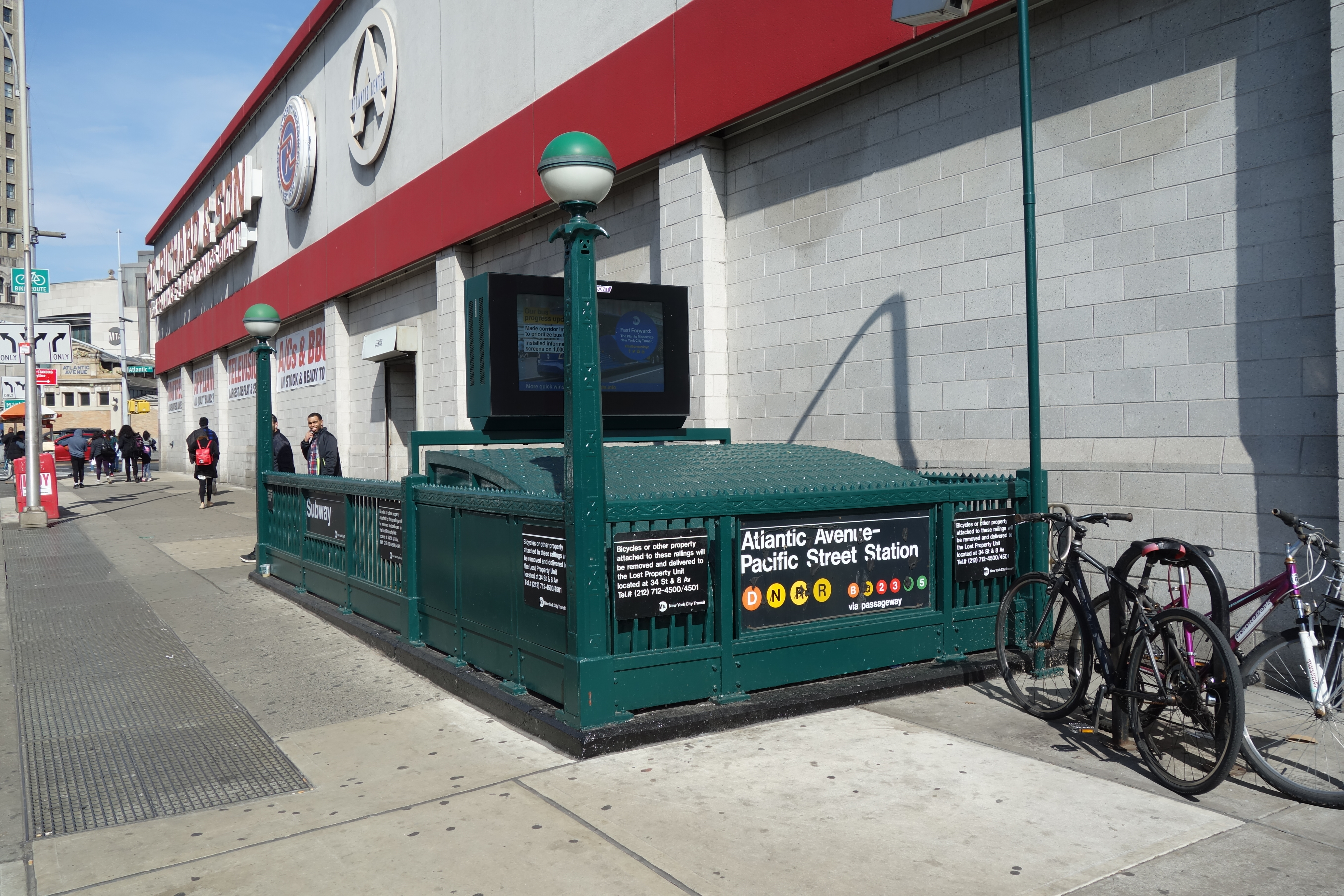
Zugang in der Pacific Street zur Station „Pacific Street“ der BMT Fourth Avenue Line (D, N, R)
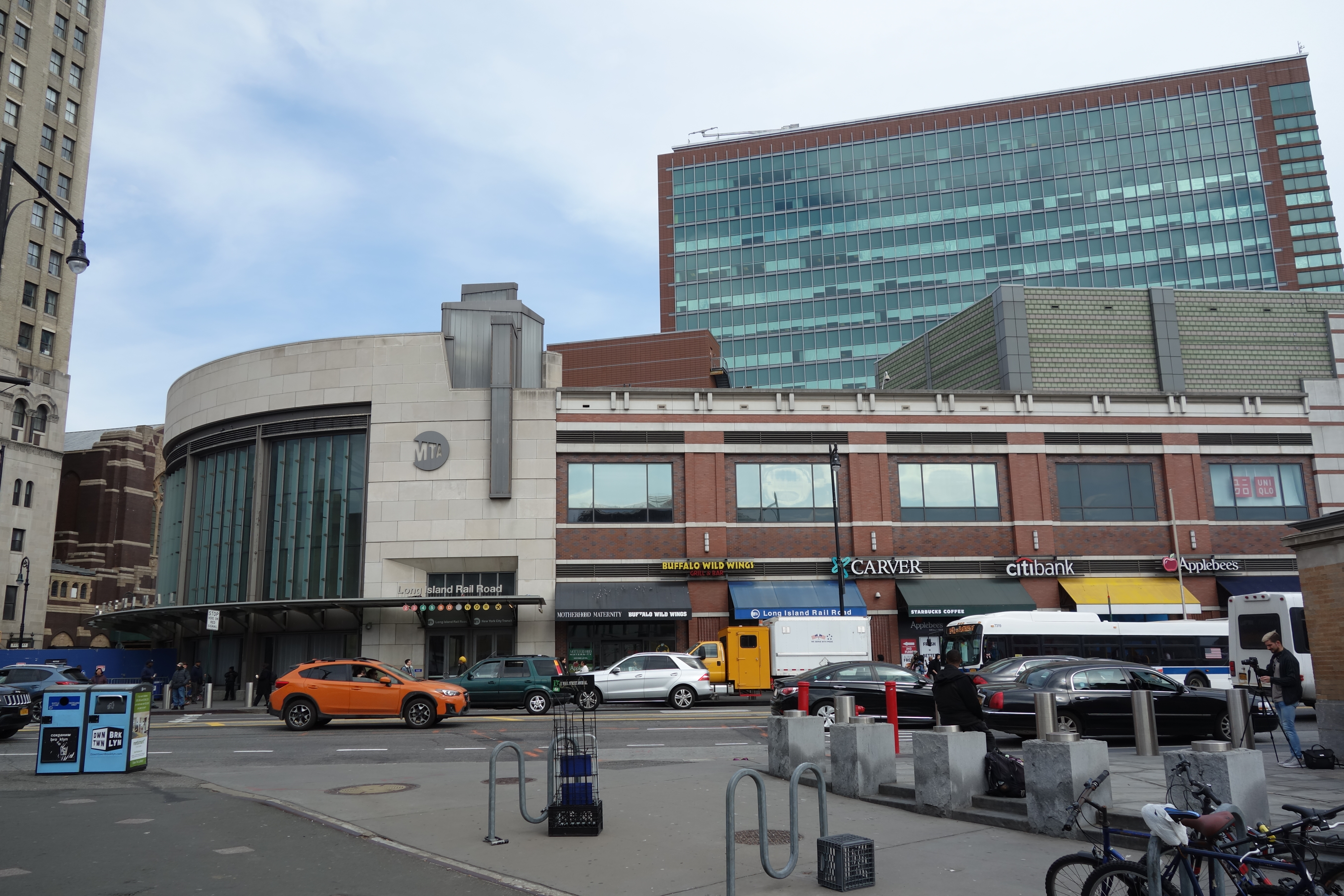
Eingang am Atlantic Terminal
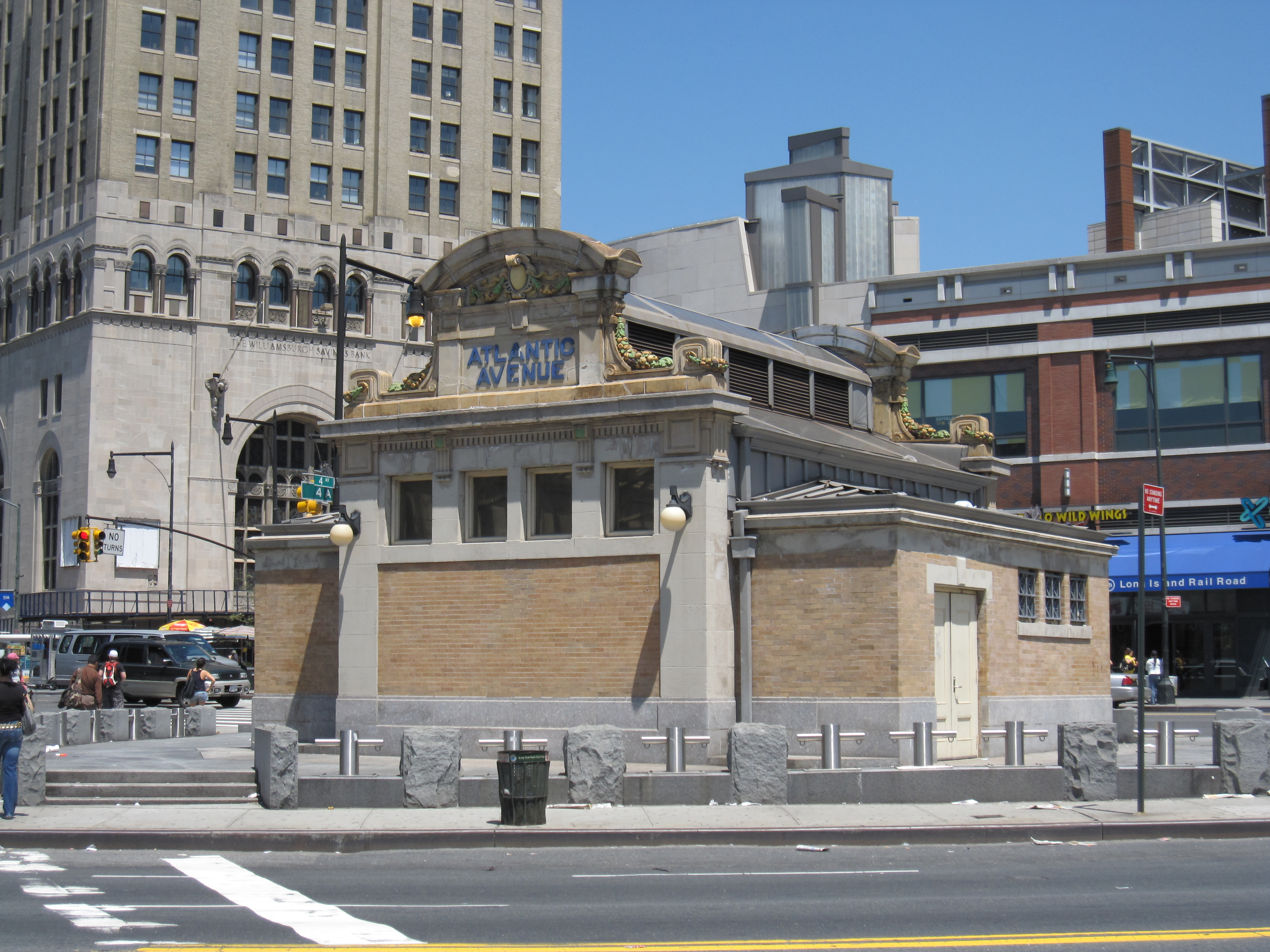
Denkmalgeschütztes Control House der IRT-Station „Atlantic Avenue“